# گنجشک ساوانا
گنجشک ساوانا (نام علمی: Passerculus sandwichensis) نام یک گونه از تیره زردپره‌ایان است.